# Smečice
Smečice – wieś w Słowenii, w gminie Krško. W 2018 roku liczyła 34 mieszkańców.